# Yolande de Hongrie (reine d'Aragon)
Pour les articles homonymes, voir Yolande de Hongrie.
Yolande de Hongrie (en hongrois : Árpád-házi Jolán, en catalan : Violant d'Hongria), née vers 1216 à Esztergom (Royaume de Hongrie) et morte le 9 octobre 1251 à Huesca (Aragon), est une princesse royale hongroise et une reine d'Aragon, de Majorque et de Valence. Elle est également comtesse de Barcelone, dame de Montpellier et d'Aumelas et vicomtesse de Millau.

## Mariage et descendance
Elle épouse Jacques Ier d'Aragon le 8 septembre 1235 à Barcelone.
Ils ont dix enfants :
1. Yolande d'Aragon (v. 1236-1300) ;
2. Constance d'Aragon (1239-1269) ;
3. Sancha d'Aragon et de Hongrie (?-après 1275), béatifiée ;
4. Pierre III d'Aragon (1240-1285) ;
5. Jacques II de Majorque (1243-1311) ;
6. Isabelle d'Aragon (1247-1271), reine de France ;
7. Sanche d'Aragon et de Hongrie (v. 1248-1275) ;
8. Marie d'Aragon (1248-1267) ;
9. Ferran d'Aragon (1248-1251), mort à 3 ans ;
10. Éléonore d'Aragon (1251-?), morte en bas âge.

## Décès et sépulture

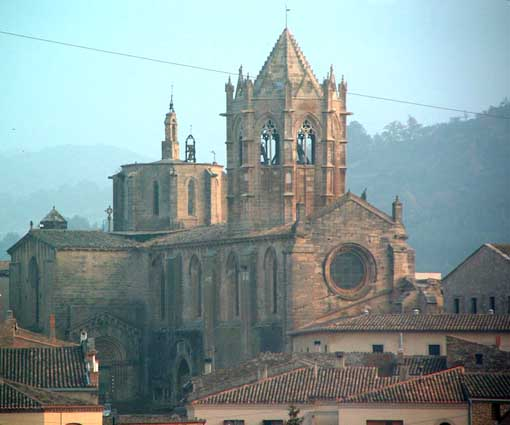
Monastère de Vallbona de les Monges.

Yolande de Hongrie meurt en 1251 des suites de fièvres. Ses restes sont transférés en 1275 dans un sépulcre se trouvant dans le monastère de Sainte-Marie de Valbonne, dont elle était bienfaitrice, comme en témoigne une inscription latérale : « Fuit translata donna Violans regina Aragonum anno 1276 ».
En 2002, le gouvernement hongrois attribue une subvention de 12 000 € afin de restaurer le sépulcre. Néanmoins, les moines de la communauté refusent à cette occasion la demande de pouvoir en étudier l'intérieur. Yolande de Hongrie demeure à ce jour la seule membre de la dynastie Árpád dont la sépulture reste inviolée.

## Ascendance
Yolande de Hongrie est la fille d'André II de Hongrie et de Yolande de Courtenay.